# Rupilia
Rupilia is een geslacht van kevers uit de familie bladkevers (Chrysomelidae).
De wetenschappelijke naam van het geslacht werd in 1864 gepubliceerd door Clark.

## Soorten
- Rupilia angulaticollis Blackburn, 1900
- Rupilia approximans Blackburn, 1900
- Rupilia brevipennis Blackburn, 1896
- Rupilia cavicollis (Lea, 1925)
- Rupilia cribrata (Lea, 1925)
- Rupilia excelsa Blackburn, 1896
- Rupilia impressa Blackburn, 1888
- Rupilia insignis Lea, 1925
- Rupilia microptera (Lea, 1925)
- Rupilia ruficollis (Clark, 1864)
- Rupilia rugulosa (Blackburn, 1900)
- Rupilia suturalis (Lea, 1925)
- Rupilia tricolor Lea, 1925
- Rupilia viridiaenea Clark, 1864
- Rupilia viridipennis (Lea, 1925)